# أحمد آل جبيع
أحمد فهد آل جبيع (مواليد 20 أكتوبر 2001) ، حارس مرمى كرة قدم سعودي يلعب في نادي العلا.

## مسيرة اللاعب
مثل نادي الهلال في الفئات السنية وتم ضمه لقائة الفريق الأول في دوري أبطال آسيا 2021. وأعير إلى نادي القادسية في عام 2023 وانتقل بعدها إلى نادي العلا.